# Buresiinae
Die Buresiinae bilden eine Unterfamilie der Eurytomidae innerhalb der Überfamilie der Erzwespen (Chalcidoidea).

## Taxonomie
Die Unterfamilie wurde erstmals von Zerova (1988) eingeführt. Aufgrund molekularbiologischer und morphologischer Studien führten Lotfalizadeh et al. (2007) eine Revision der Eurytominae durch und bildeten die Buresiinae bestehend aus den beiden Gattungen Buresium und Macrorileya. Dabei wurde die Gattung Archirileya mit Macrorileya synonymisiert. Lotfalizadeh et al. (2007) betrachteten das Taxon als monophyletisch. Die Buresiinae bilden nach deren Ansicht die Schwestergruppe der Eurytominae.

## Merkmale
Folgende Merkmalskombination stellten Lotfalizadeh et al. (2007) für die Buresiinae fest: Die Fühler weisen 11 Geißelglieder auf. Das erste Geißelglied ist verlängert oder scheibenförmig, jedoch ohne verlängerte Sensilla. Die Geißelglieder 2–4 sind länglich oder anelliform, jedoch mit verlängerten Sensilla. Das Pronotum ist mindestens so lang wie das Mesoscutum. Eine Atemöffnung (Spirakel) am Mesothorax ist nicht sichtbar. Der Prepectus, einschließlich dessen ventraler Teil, ist lang. Die Metapleuren sind teilweise vom Propodeum getrennt. Die meso- und metafurkalen Gruben sind ziemlich klein (die letzteren nur bei sehr starker Vergrößerung erkennbar). Das zweite Gastertergit ist kurz. Das Syntergum weist vor den Cercalplatten einen quer gerichteten Kiel (Carina) auf.

## Verbreitung
Die Unterfamilie der Buresiinae ist in der Nearktis, Paläarktis, Orientalis und Afrotropis vertreten.

## Lebensweise
Das typische Habitat der Buresiinae bilden Offenlandbiotope mit Grasbewuchs. Die Buresiinae sind Eiparasitoide, das heißt, sie parasitieren die Embryos ihrer Wirtsarten. Zu den Wirten gehören Heuschrecken, Singzikaden und Stachelkäfer (Mordellidae). Die Wirtseier befinden sich gewöhnlich in den Stängeln und Zweigen krautiger Pflanzen.

## Innere Systematik
Die Buresiinae umfassen folgende Gattungen:
- Buresium Boucek, 1969 – 4 Arten; Afrotropis, Orientalis, Westpaläarktis
- Macrorileya Ashmead, 1900 – 5 Arten; Madagaskar, Nearktis, Paläarktis